# Джованна I
Джованна I, Иоанна I (итал. Giovanna I; 1325/1326 — 22 мая 1382) — королева Неаполя с 1343 года из Анжу-Сицилийского дома.

## Биография
Джованна родилась в 1325 или 1326 году.
В 1343 году наследовала престол после своего деда Роберта (её отец, Карл Калабрийский, умер в 1328 году).

Длительное царствование этой королевы (…) — одна из печальнейших страниц в истории не только юга Италии, но и всего полуострова.
— М. А. Гуковский, с. 147
Взойдя на трон, пятнадцатилетняя королева быстро попала под влияние своих теток, окунувшись в атмосферу придворных интриг, забав и сомнительных удовольствий. По словам хрониста-современника Доменико из Гравины, «двор этой королевы напоминал скорее публичный дом на посмешище всем». Довольно быстро забавы приняли кровавый характер. В 1345 году Джованна и Екатерина де Куртене отравили при помощи клизмы Агнесу де Перигор, вдову Жана, герцога Дураццо, а затем очередь дошла и до мужа королевы, Андрея Венгерского.
Первый муж Джованны Андрей Венгерский претендовал на королевский титул и требовал, чтобы Джованна разделила с ним власть. Число сторонников Андрея возросло благодаря его матери, приехавшей в Неаполь и занявшейся прямым подкупом знати, а также при поддержке папы Климента VI. И без того накалённые отношения супругов закончились в 1345 году катастрофой: Андрея задушили в его же постели (по другим данным, выбросили из окна башни). Общественное мнение считало убийцами двух кузенов королевы, действовавших по её приказанию. Через год (1346) Джованна вышла замуж за одного из возможных убийц — Людовика Тарентского, подтвердив тем самым худшие подозрения.
Убийство Андрея Венгерского вызвало восстание в Неаполе. Толпы горожан осадили королевский дворец с криками: «Смерть изменникам и королеве-блуднице!». Джованне удалось сохранить власть, пообещав провести расследование и наказать убийц.
Венгерский король Лайош I, брат Андрея, в 1348 году вторгся в Неаполь с целью отомстить за смерть брата. Джованна и Людовик Тарентский бежали в Прованс. Но разразившаяся страшная эпидемия чумы заставила Лайоша отступить в Венгрию.
В следующем году Лайош вновь оккупировал Неаполь, Джованна с мужем нашли убежище в Гаэте. Посредником между монархами стал папа Климент.
Оба монарха согласились на беспристрастное расследование убийства Андрея под папским контролем. Вердикт папы был неожиданным: Джованну признали участницей убийства, но не виновной, поскольку «она действовала по наущению дьявола». Лайош согласился с вердиктом и вернулся в Венгрию, признав Джованну королевой Неаполя. Вскоре стала ясна причина столь мягкого приговора: Климент выкупил у Джованны за ничтожную сумму Авиньон, место своей постоянной резиденции.
Пока был жив Людовик Тарентский (1320—1362), он обуздывал расточительность и легкомыслие Джованны. Фактически, именно он был правителем Неаполя в 1346—1362 годах.
После смерти второго мужа (1362 год) Джованна правила сама. Блеск, которого достиг её двор благодаря покровительству литературе и искусству, составлял резкий контраст с бедностью и угнетённым состоянием народа. Джованна вступила в третий брак с принцем Хайме IV, титулярным королём Майорки (1363 год) при условии, что он не будет требовать королевского титула в Неаполе и участия в управлении. Хайме действительно не вмешивался в дела Неаполя, посвятив себя попыткам вернуть Майорку, захваченную Арагоном. Хайме попал в плен к Энрике Трастамаре, был выкуплен Джованной, возвращён в Неаполь, даже посажен королевой под домашний арест, но вновь бежал и умер во время своей последней кампании против Арагона в 1374 году.
Озабоченная поисками преемника (единственный сын Джованны от Андрея Венгерского умер в детстве), Джованна женила своего родственника Карла Дураццо на своей племяннице Маргарите Дураццо и объявила своим наследником.
Когда во время великого церковного раскола Джованна примкнула к партии авиньонского папы Климента VII, его противник, римский папа Урбан VI, отлучил Джованну от церкви и, как ленный властитель Неаполя, признал королём Карла Дураццо.
Джованна, спешно вступившая в четвёртый брак с авантюристом Отто Брауншвейгским, усыновила и объявила своим наследником герцога Людовика Анжуйского, приходившегося ей дальним родственником. Его прабабка Маргарита была сестрой Карла II, прадеда Джованны. Прежде чем Людовик I успел оказать помощь «приёмной матери», Карл Дураццо разбил неаполитанские войска под командованием Отто Брауншвейгского и осадил Джованну в Неаполе. Королева сдалась Карлу Дураццо, и он в течение полугода принуждал её отменить усыновление Людовика I. Не добившись ничего, Карл приказал своим наёмникам задушить Джованну 22 мая 1382 года.